# Norra Bantorget

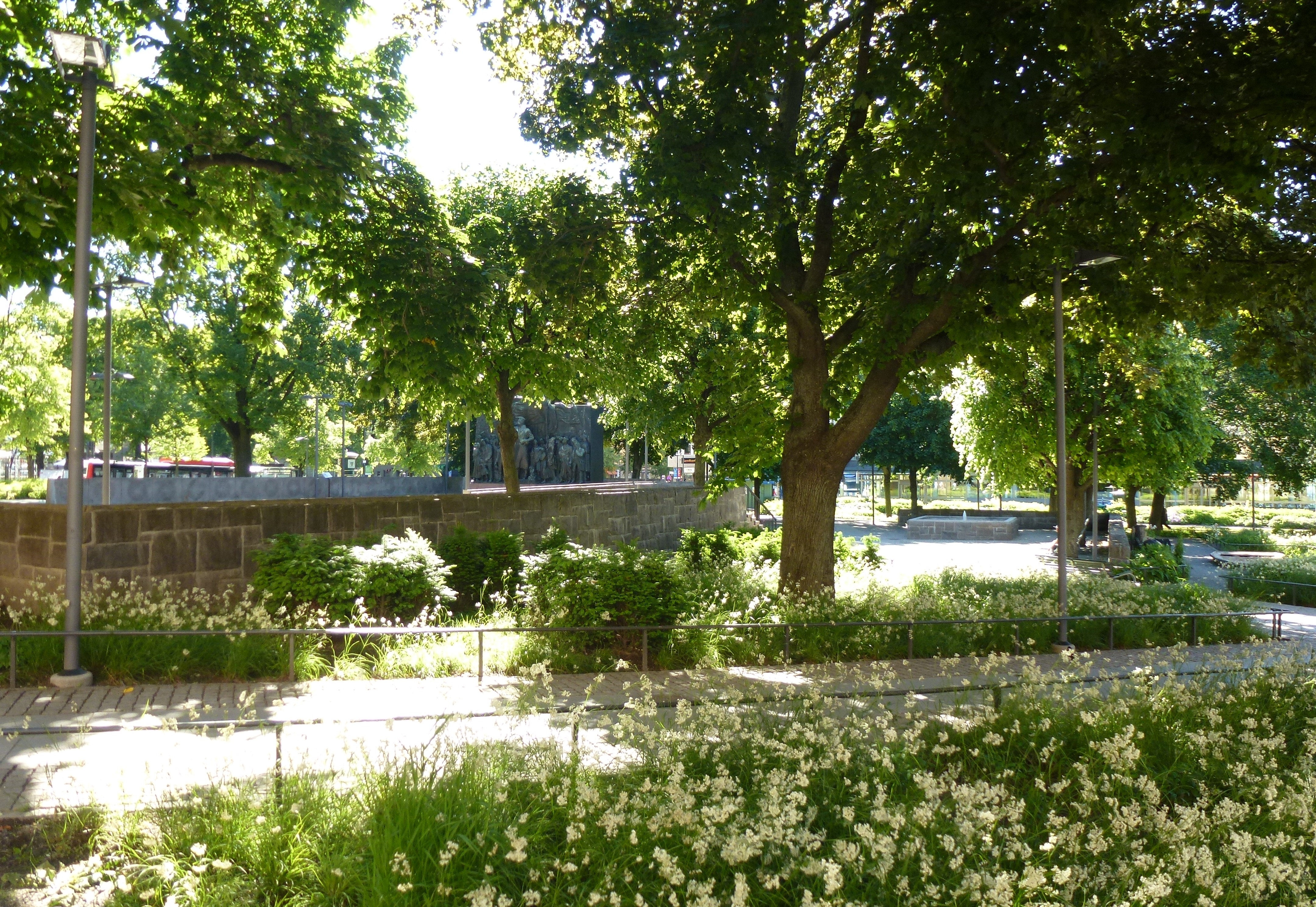
Norra Bantorget em 2012.

Norra Bantorget é uma área localizada em Norrmalm no centro de Estocolmo, onde fica localizada a Confederação Nacional de Sindicatos da Suécia.